# 容天圻
容天圻（1936年—1994年），字秋庵，號琴禪，籍貫：廣東中山，出生於福州，後居台灣高雄。7歲開始學畫，師從吳昌碩、朱念慈等人。擅長書法、繪畫及古琴，尤精於指畫。張大千曾用「用筆、用墨、用水三者俱到」描述他的書畫，並題下「指揮如意」四字。詩人余光中曾為其作〈聽容天圻彈古琴〉一詩。

## 著作

### 書籍
- 《藝人與藝事》，台灣商務出版社，1968年
- 《談藝續錄》，台灣商務出版社，1975年
- 《庸齋談藝錄》，台灣商務出版社，1977年
- 《畫餘隨筆》，台灣商務出版社，1988年

### 文章
- 〈古琴曲譜的整理與發掘〉，《中央日報》，1967年10月10日
- 〈古琴的過去與現在〉，《音樂與音響》，1978年3月，頁32至36

### 畫冊
- 《墨趣清供：容天圻逝世二十週年紀念展》，高雄市立美術館，2014年